# 봉봉 (음료)
봉봉은 해태htb에서 생산되는 과립음료이며, 1979년 9월 7일 특허청 상표출원을 냈다. 1981년 11월 15일 포도 봉봉이 출시되었다. 과일의 즙과 과립(顆粒)을 넣은 것이 특징이다. 포도맛 봉봉에는 포도 알갱이가 안에 들어 있다.

## 종류(용량)
종류는 대개 캔류가 많으며, PET 재질로 이루어진 제품은 시판하지 않는다.
- 오렌지(180 ml)
- 포도(238 ml)
- 복숭아[2]

## 같이 보기
- 해태htb